# Richard Vahsel
Richard Vahsel (* 9. Februar 1868 in Hohnhorst bei Hannover; † 8. August 1912 im Weddell-Meer) war ein deutscher Kapitän und Polarforscher.

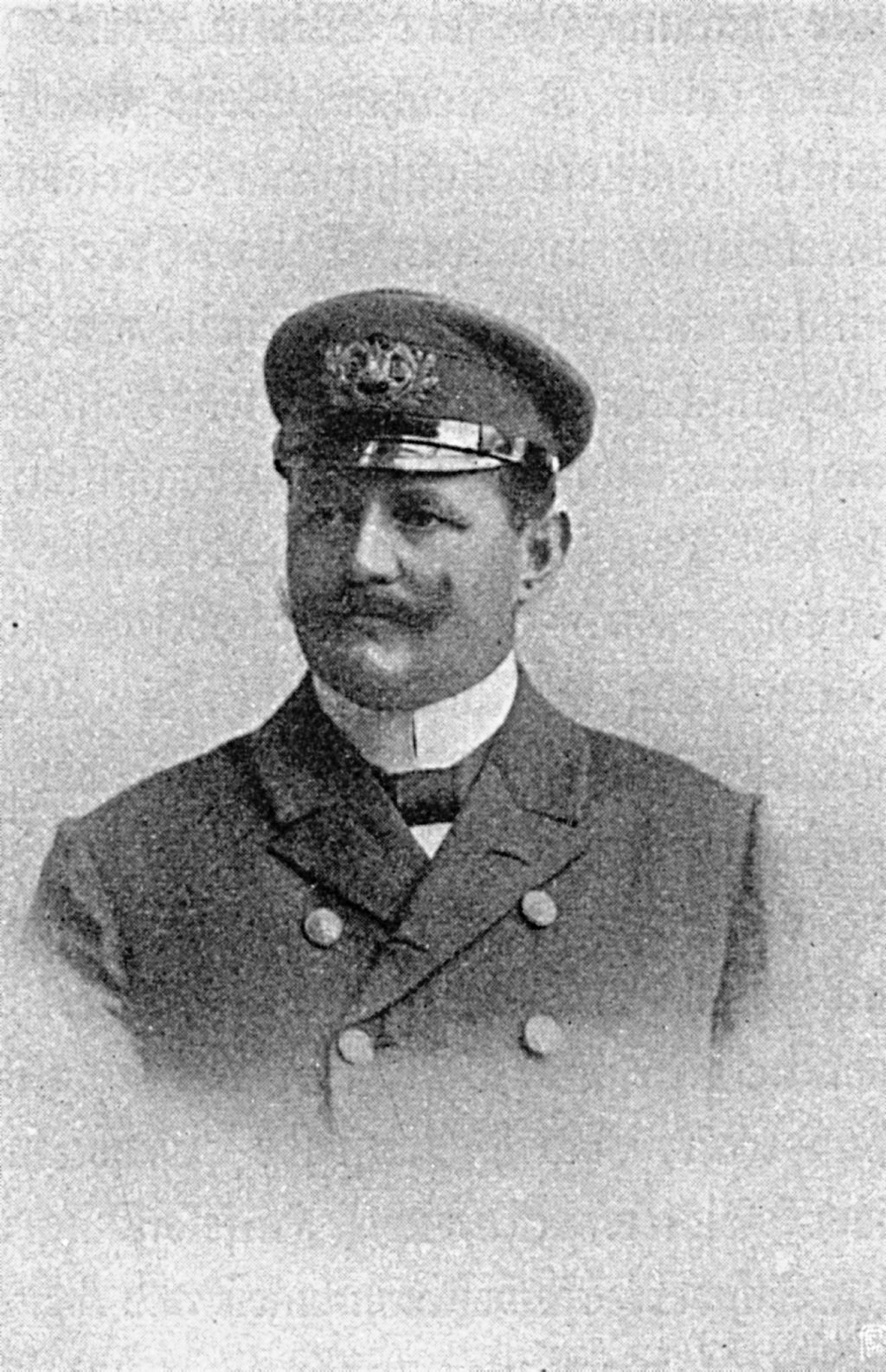
Richard Vahsel (Aufnahme aus dem 1904 veröffentlichten Expeditionsberichts Zum Kontinent des eisigen Südens)

Er versah zunächst seinen Dienst auf der Hamburg-Amerika-Linie, bis er auf Wunsch von Kapitän Hans Ruser als 2. Offizier zu der unter der Leitung von Erich von Drygalski stehenden Gauß-Expedition, der ersten deutschen Antarktisexpedition (1901 bis 1903), stieß.
Anschließend war er Kapitän des Hapag-Dampfers Peiho bei der Hamburger Südsee-Expedition und des Polarschiffes Deutschland bei der Zweiten Deutschen Antarktisexpedition 1911 unter Wilhelm Filchner. Er starb aber während der Drift im Packeis im Weddell-Meer an der Syphilis.
Nach ihm sind die Vahselbucht, die Vahsel Bay, der Vahselgletscher sowie das Kap Vahsel von Südgeorgien und das Kap Vahsel in der Antarktis benannt.